# 현대 일렉시오
현대 일렉시오는 현대자동차의 중국 합작 투자 회사인 베이징 현대자동차에서 주도적으로 개발해 생산, 판매할 전기 준중형 SUV이다.

## 개요
현대자동차 상하이 R&D 센터가 개발을 주도하였다. 2026년 출시될 예정이었으나 2025년 말로 연기되었다. 일렉시오라는 이름은 2025년 5월 1일에 공개되었고 동년 5월 7일에 공식 공개되었다.